# البرق (مجلة)
مجلة البرق هي مجلة لبنانية أسبوعية مصورة، تصدر عن دار المطبوعات المصورة، التي تصدر مجلات أخرى من النوعية نفسها هي الرجل الوطواط، طارق، البطل الجبار، لولو الصغير.
صدر العدد الأول من المجلة عام 1963م، بحقوق نشر محفوظة للدار، تترأس تحريرها ليلى شاهين داكروز، ويدير التحرير ليلى شقال، المدير الفني ميشال جانيك. تعتمد المجلة على قصص كرتونية حول بطل له صفات خارقة أسوةً بسوبرمان والرجل الوطواط، يسمى البرق، وكالعادة فإنه يتم تعريب أسماء الأبطال في القصص الكرتونية الموجهة للأطفال.
توجه إلى الأطفال ذوي الاهتمام بقصص الكرتون البطولية. الثابت في المجلة هو المغامرات المرسومة للبرق، وعادة ما يتم نشر قصة كاملة، وهناك أيضاً شخصية الرقيب عامر، عدد صفحات الكرتون في المجلة 24 صفحة من 36 صفحة، أبيض وأسود ما عدا الغلاف فإنه ملون. لا يوجد كتاب في المجلة لكن هناك الأبواب الثابتة، وشخصيات مثل ماليبو وتسالي مثل ما الذي ينقص هنا، الكل رسم هذه الصورة، بالإضافة إلى مسابقة مع إحدى شركات الطيران، لا توجد ملاحق ولا مساهمات للقراء، ولا شعار للمجلة، السعر بالليرة اللبنانية عام 1973 هو 50 قرشاً، تنشر المجلة إعلانات عن مشروبات أو عن كتب أطفال أو عن مطبوعات دار النشر.